# Bugatti Veyron 16.4 Grand Sport
De Bugatti Veyron 16.4 Grand Sport is de targavariant van de Veyron. De auto is voorzien van een uitneembaar transparant dakpaneel. Deze open versie is er gekomen op verzoek van vele Bugatti-klanten. De auto is onthuld op het Concours d'Elegance van Pebble Beach in september 2008. Bugatti is van plan 150 exemplaren te maken, de productie is gestart in april 2009.

## Technische eigenschappen
De auto heeft dezelfde motor als zijn dichte voorganger, een 8.0L W16. Deze levert ook in deze auto 1001 pk. Als de auto dicht is, ligt de topsnelheid op 407 km/u, met het dak open is 360 km/u mogelijk. De sprint van 0-100 km/u is 0,2 seconden langzamer dan in de coupé, deze bedraagt nu 2,7 seconden.
Er is nu ook de Bugatti Veyron Super Sport uit. Deze heeft een topsnelheid behaald van 431 km/h. En heeft een prijskaartje van 2,15 miljoen euro incl. belastingen.

## Varianten

### Grand Sport Vitesse
De Grand Sport Vitesse heeft een vermogen van 1200 pk en een koppel van 1500 Nm, geleverd door dezelfde 8,0 liter-W16 uit de Super Sport. De extra 199 paardenkrachten worden onder andere mogelijk gemaakt door grotere turbochargers. De topsnelheid ligt slechts 3 km/h hoger dan die van de normale Bugatti Veyron op 410 km/h. In normale modus is de auto overigens begrensd op 375 km/h. De sprint vanuit stilstand naar 100 km/h gaat in 2,6 seconden, naar de 200 km/h in 7,1 seconden en naar de 300 km/h in 16 seconden. Hiermee is de Bugatti Veyron Grand Sport Vitesse veruit de snelste cabrio ooit. Naast de snelheid heeft Bugatti echter ook tijd besteed aan het rijcomfort door middel van nieuwe schokdempers en zachter afgestelde veren behoudt men ook op topsnelheid makkelijk de controle.

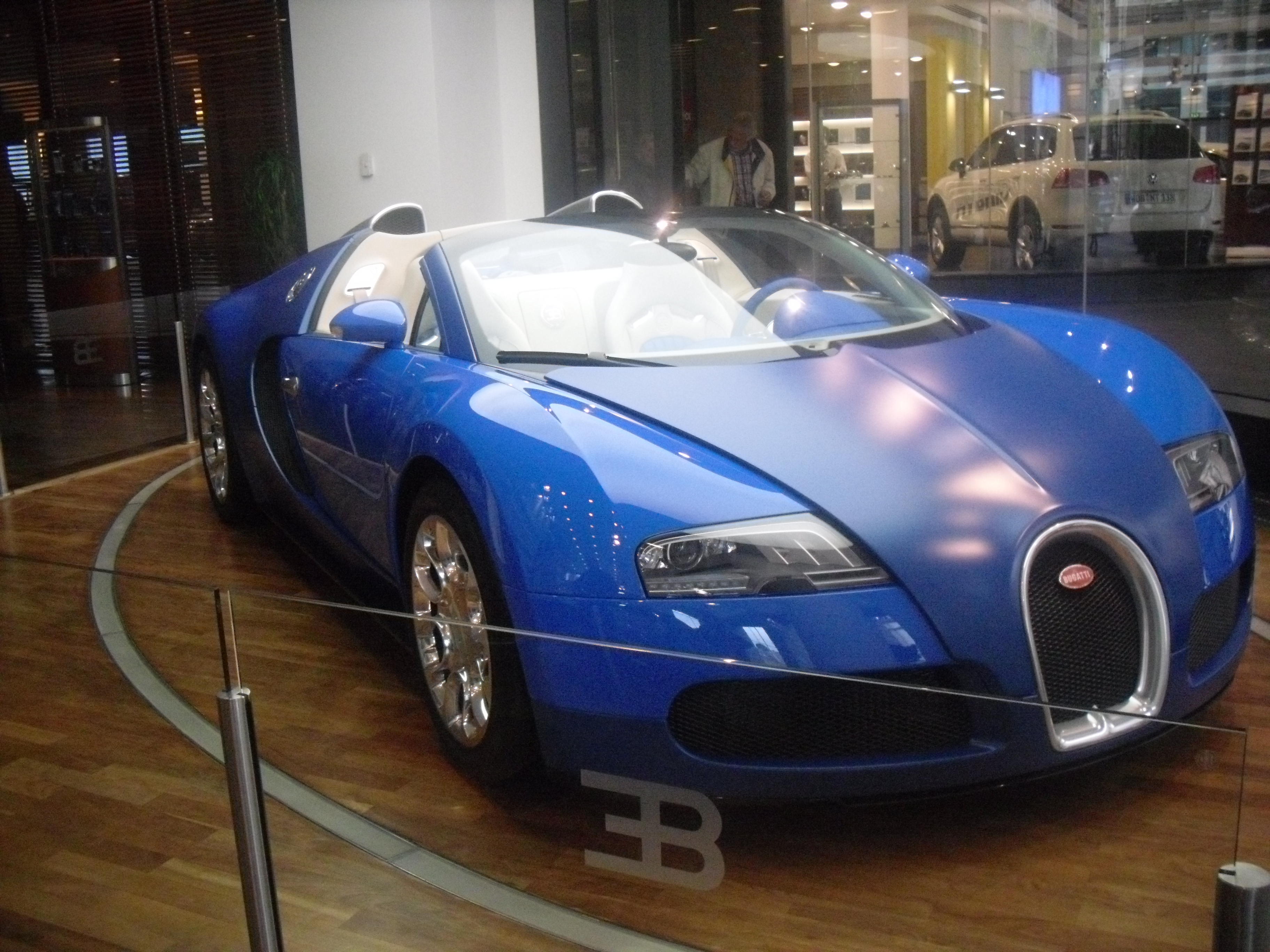
De Grand Sport Cabrio